# 朗松
朗松（法語：Lançon，法語發音：[lɑ̃sɔ̃]）是法国大東部大區阿登省的一个市镇，属于武济耶区。

## 地理
朗松（49°16'31"N, 4°52'26"E）面积8.24 平方千米，位于法国大東部大區阿登省，该省份为法国北部内陆省份，西接埃纳省，南至马恩省，东临默兹省，北与比利时接壤。
与朗松接壤的市镇（或旧市镇、城区）包括：欧特里、沙泰勒谢埃里、孔代莱索特里、科尔奈、格朗当、瑟尼克、比纳尔维尔。

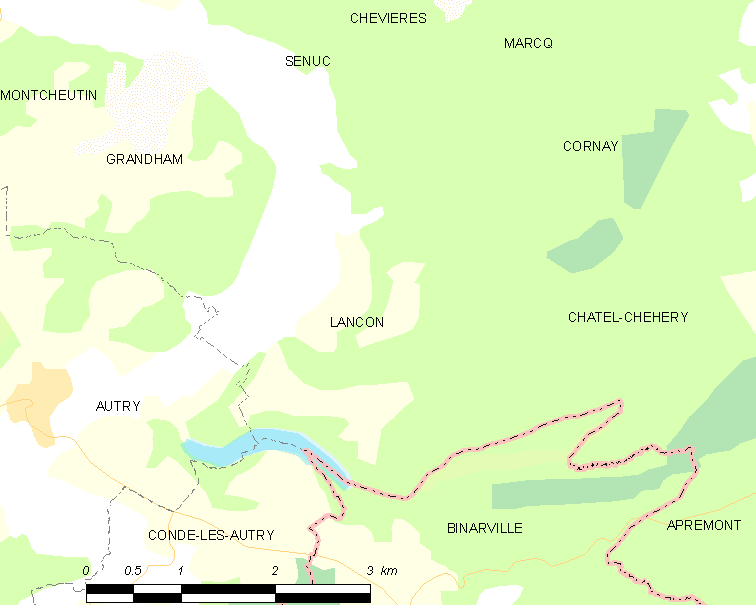
朗松的OSM定位图

朗松的时区为UTC+01:00、UTC+02:00（夏令时）。

## 行政
朗松的邮政编码为08250，INSEE市镇编码为08245。

## 政治
朗松所属的省级选区为阿蒂尼县。

## 人口

1962-2008年间朗松人口变化图示

朗松于2022年1月1日时的人口数量为31人。